# 8142 Золотов
8142 Золотов (8142 Zolotov) — астероїд головного поясу, відкритий 20 жовтня 1982 року.
Тіссеранів параметр щодо Юпітера — 3,488.